# 古什特帕讚村
古什特帕讚村（波斯語：گوشتپزان），是伊朗吉兰省阿姆拉什县兰库区沙布庫斯拉特鄉的一个村。2006年人口普查顯示該村人口为483人，分佈在142个家庭中。